# Bananenbier
Bananenbier is een alcoholische drank die gemaakt wordt van gefermenteerde gemalen bananen. Tijdens het productieproces wordt sorgo, gierst of maismeel gebruikt.

## Beschrijving

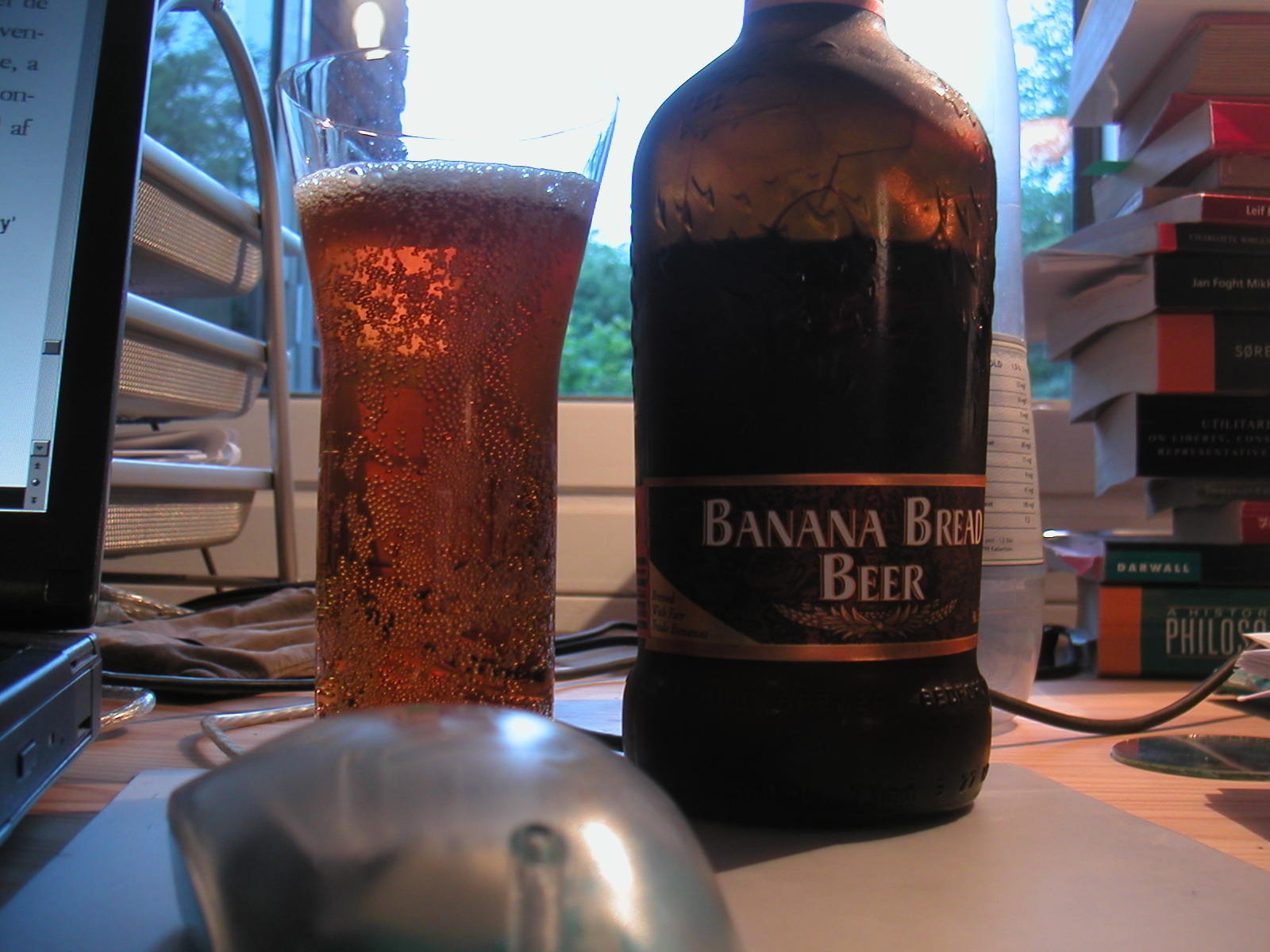
Bananenbier

In Kenia is bananenbier bekend als urwaga, in Oeganda als lubisi en in Rwanda en Burundi als urwagwa. Bananenbier wordt soms gedronken tijdens rituelen en bepaalde ceremonies. Een gelijkwaardig product, dat wel mwenge wordt genoemd, komt uit Oeganda; voor de productie ervan worden alleen bananen en sorgo gebruikt. Dit product wordt ook wel onder de namen kasiksi, nokrars, rwabitoke, urwedensiya, urwarimu en milinda kaki aangetroffen.
Bananenbier wordt gemaakt van rijpe, maar nog niet rotte, Oost-Afrikaanse hooglandbananen. Om het rijpen van de bananen te bevorderen wordt een gat in de grond gegraven, dat wordt bedekt met gedroogde bananenbladeren, die in brand gestoken zijn. Hierop worden verse bananenbladeren gelegd en daarop weer de onrijpe bananen. Deze worden dan weer bedekt met rijpere bananen, bladeren en stukken hout. Na vier tot zes dagen zijn de bananen rijp genoeg. Deze methode wordt echter alleen in het droge seizoen toegepast. Tijdens de regentijd worden de bananen gerijpt door ze op een rek nabij het kookvuur te hangen.
Er bestaan twee soorten bananen, die gebruikt kunnen worden voor bananenbier; dat zijn de sterk smakende igikashi en de wat milder smakende igisahira. De bananenbiermix bestaat voor een derde deel uit igikashi en voor twee derde deel uit igisahira. Als de bananen rijp zijn, worden ze geschild; indien dit niet mogelijk is met de hand, betekent dat dat de bananen nog niet rijp genoeg zijn. Hierna worden de bananen gekneed tot ze zacht zijn. Het sap wordt gefilterd om helder bananensap te verkrijgen, dat vervolgens verdund wordt met water. De sorgo wordt gemalen, licht geroosterd en toegevoegd aan het bananensap. Deze mix laat men 24 uur gisten, waarop het gefilterd wordt. Na deze handeling wordt het bier in glazen of plastic flessen gegoten. In de industrie wordt het bier eerst gepasteuriseerd om de gisting te stoppen en de houdbaarheid te vergroten.

## Merken
- Mongozo Banana Beer
- Raha
- Agashya

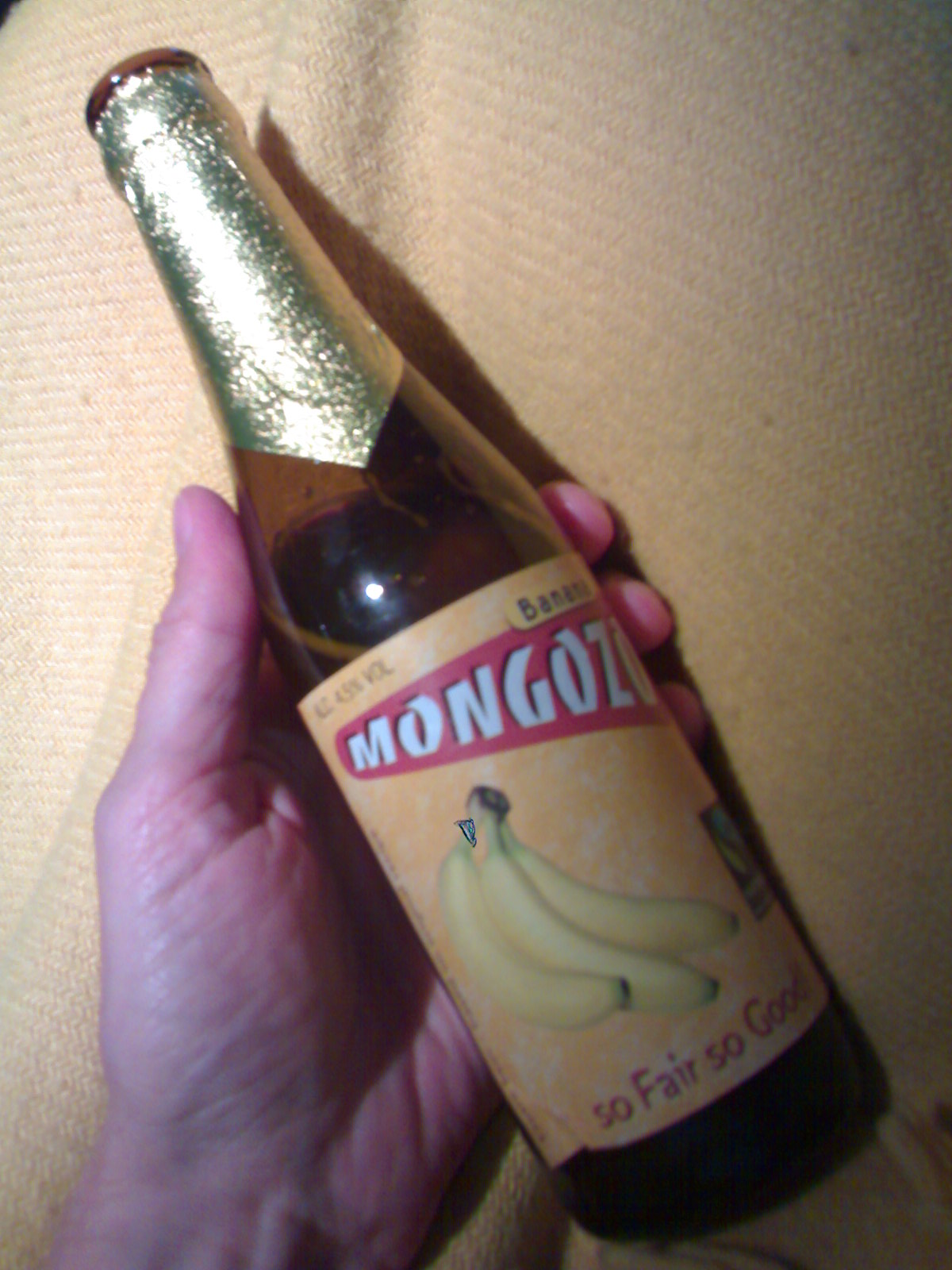
Belgisch bananenbier
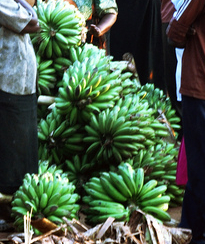
Grondstof van het bier - Oost-Afrikaanse hooglandbananen